# Керестинец
Керестинец је насељено место у саставу Града Света Недеља у Загребачкој жупанији, Хрватска. До територијалне реорганизације у Хрватској налазио се у саставу старе загребачке приградске општине Самобор.

## Становништво
На попису становништва 2011. године, Керестинец је имао 1.433 становника.

## Попис1991.
На попису становништва 1991. године, насељено место Керестинец је имало 1.055 становника, следећег националног састава:
| Попис 1991.‍   | Попис 1991.‍  | Попис 1991.‍ | Попис 1991.‍ | Попис 1991.‍ |
| ------------- | ------------ | ----------- | ----------- | ----------- |
|               |              |             |             |             |
| Хрвати        | Хрвати       |             | 1.008       | 95,54%      |
| Југословени   | Југословени  |             | 8           | 0,75%       |
| Муслимани     | Муслимани    |             | 8           | 0,75%       |
| Срби          | Срби         |             | 7           | 0,66%       |
| Црногорци     | Црногорци    |             | 2           | 0,18%       |
| Украјинци     | Украјинци    |             | 1           | 0,09%       |
| остали        | остали       |             | 1           | 0,09%       |
| неопредељени  | неопредељени |             | 9           | 0,85%       |
| непознато     | непознато    |             | 11          | 1,04%       |
| укупно: 1.055 |              |             |             |             |